# 三氟化锑
三氟化锑，化学式SbF3，分子量Mr = 178.76。

## 物理性质
三氟化锑为无色或灰白色正交晶系晶体，有吸湿性和腐蚀性，有毒。密度为4.379 g/cm3，熔点292°C，沸点约345°C。易溶于水，在水中的溶解度为443g/100mL溶液（20°C）。

## 化学性质
加水分解显酸性，与碱金属氟化物反应形成MISbF4或MI2SbF5复盐。

## 制法
可由三氧化二锑Sb2O3与过量氢氟酸反应浓缩而得：
Sb2O3 + 6HF → 2SbF3 + 3H2O

## 用途
棉织物的媒染剂及陶瓷工业。

## 外部連結
- Jmol 三維圖像（页面存档备份，存于）